# بطمون ثنائي الفلقات
بطمون ثنائي الفلقات (الاسم العلمي:Potamon bilobatum) هو نوع من قشريات يتبع جنس البطمون من فصيلة البطمونات.